# Torkil Nielsen
Torkil Nielsen (Sandavágur, 26 gennaio 1964) è un ex calciatore faroese, di ruolo centrocampista.